# Zastava M70

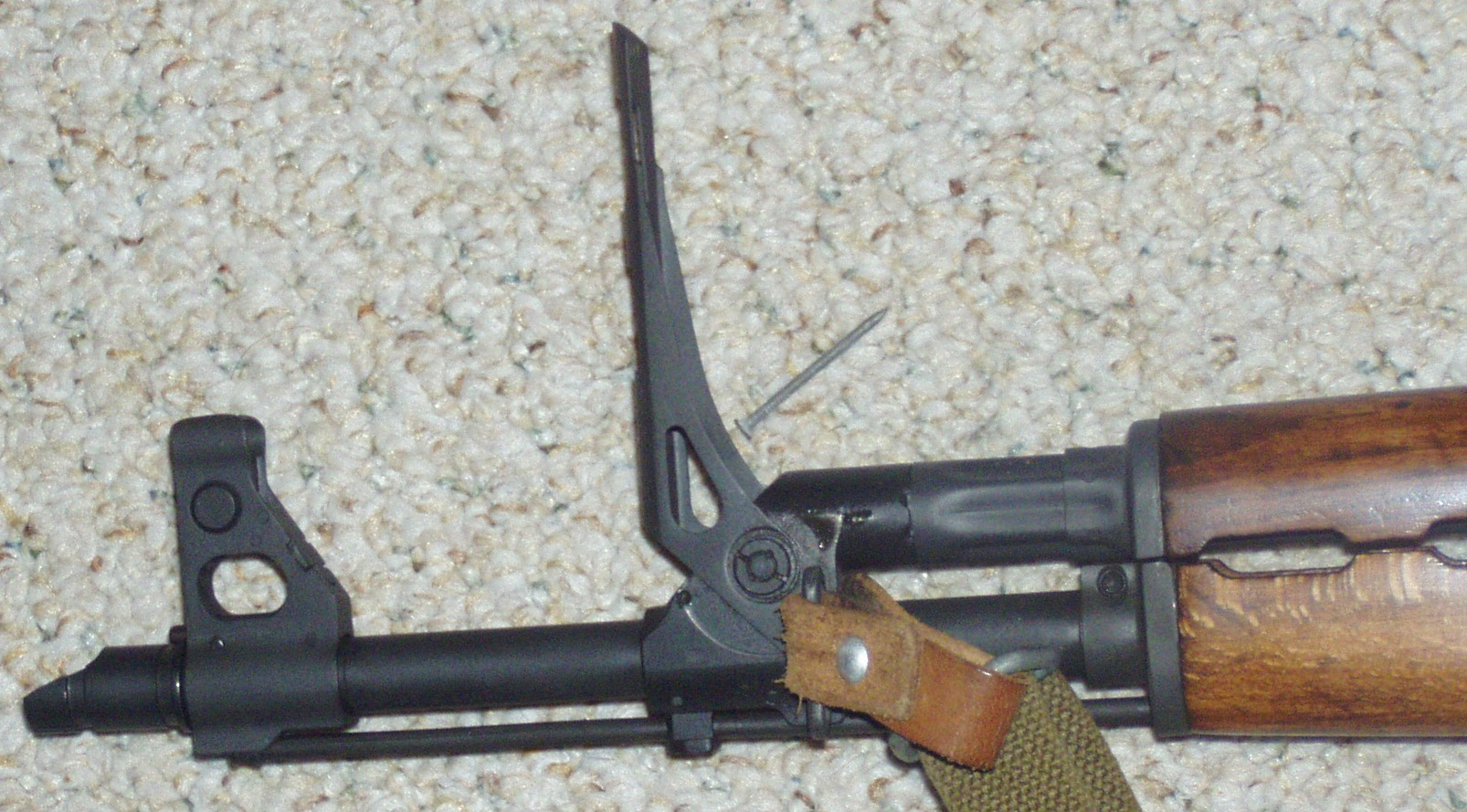
Fuzil Zastava M70 com mira para granada levantada.

O Zastava M70 (em sérvio:  Застава М70) é um fuzil de assalto de 7,62×39mm. Desenvolvido na República Socialista Federativa da Iugoslávia pela Zastava Arms durante a década de 1960, o M70 era um derivado não licenciado do AK-47 soviético (especificamente a variante Type 3). Devido às diferenças políticas entre a União Soviética e a Iugoslávia na altura, nomeadamente a recusa desta última em aderir ao Pacto de Varsóvia, a Zastava não conseguiu obter diretamente as especificações técnicas do AK e optou pela engenharia reversa da arma. Embora o M70 fosse funcionalmente idêntico ao AK, ele tinha recursos integrados exclusivos que lhe permitiam disparar melhor granadas de bocal. Isso incluía um receptáculo mais grosso, uma nova trava para a tampa contra poeira para garantir que ela não se soltasse por uma descarga de granada e um suporte dobrável de mira para granada sobre o bloco de gás do fuzil, que também desligava o sistema de gás quando levantado.
O M70 tornou-se a arma de infantaria padrão do Exército Popular Iugoslavo em 1970, complementando e posteriormente substituindo o Zastava M59/66. O M70 também foi usado pela República Srpska na Guerra da Bósnia junto com o AK-74 e outras armas. Tanto o projeto original do M70, quanto as variantes comerciais da arma sem capacidade de seleção de fogo, conhecidas como série Zastava PAP, ainda são produzidas pela Zastava para exportação.

## História

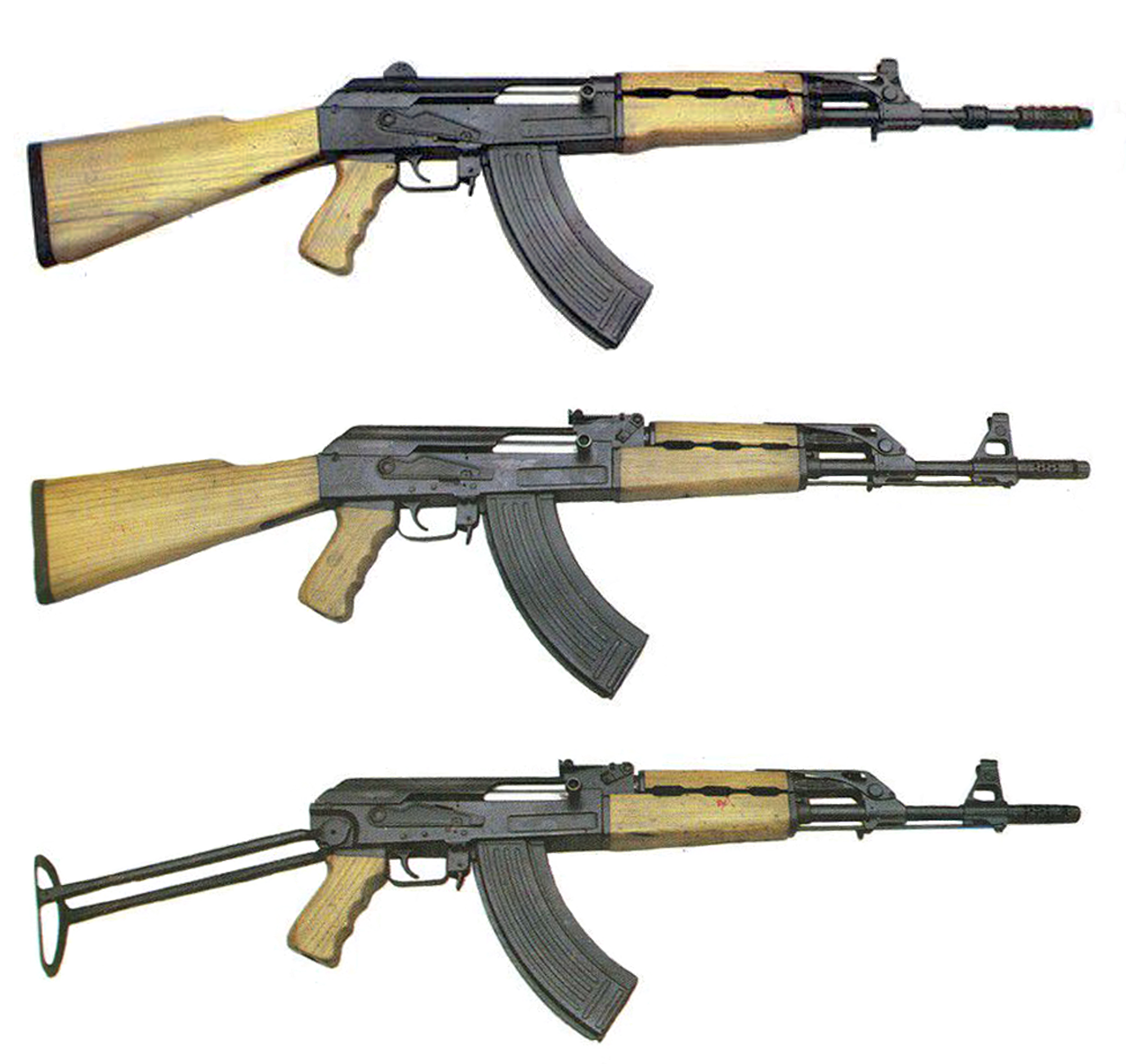
Vários protótipos Zastava M64

A partir de 1952, a indústria de defesa da Iugoslávia vinha experimentando novos projetos de fuzis automáticos, a maioria modelados após o StG 44 alemão, uma quantidade desconhecida dos quais havia sido capturada por partisans iugoslavos durante a Segunda Guerra Mundial. Em 1959, dois soldados albaneses desertaram para a Iugoslávia com AK-47s soviéticos, que foram prontamente repassados pelo governo iugoslavo para serem inspecionados pelos engenheiros da Zastava. A Zastava conseguiu fazer fundições de metal dos dois AKs de amostra, mas não conseguiu reunir dados técnicos suficientes para reproduzir as armas ou suas peças associadas. No final do ano, no entanto, o governo iugoslavo obteve mais AKs de padrão inicial de uma nação não identificada do Terceiro Mundo que estava recebendo ajuda militar soviética. Nesse ponto, havia AKs suficientes na posse da Zastava para que seus engenheiros estudassem e efetivamente fizessem engenharia reversa da arma. A produção não licenciada de um derivado do AK-47 começou em 1964.
Os primeiros fuzis Kalashnikov locais enviados pela Zastava para testes de campo militares foram designados não oficialmente como M64 e incorporaram um receptáculo fresado baseado fortemente no do AK Tipo 3, mas com diversas diferenças cosméticas. Por exemplo, enquanto o lado direito do receptáculo era quase indistinguível daquele do AK-47, o lado esquerdo do receptor tinha um degrau elevado. O M64 tinha um cano rosqueado que lembrava o do AK-47, mas era um pouco mais grosso e não tinha revestimento cromado como seu equivalente soviético. Ele também foi equipado com uma mira de escada para lançar granadas de bocal, que era dobrada contra o guarda-mão superior quando não estava em uso. A mira funcionava como um desligamento de gás para permitir o lançamento seguro de uma granada quando travada no lugar. Este projeto seria mais tarde incorporado à carabina Zastava M59/66, derivada da soviética SKS. Como o recuo da granada de bocal poderia desalojar a tampa de poeira padrão do AK, esta foi substituída por um novo projeto que utilizava um ferrolho com mola. A coronha do M64 também foi equipada com uma almofada de recuo de borracha pesada para ajudar a absorver o recuo. O M64 era alimentado por carregadores de padrão AK modificados e era fabricado com um dispositivo que deixava o ferrolho aberto após o último tiro no carregador ter sido disparado. Ele também possuía guarda-mãos mais longos que não eram intercambiáveis com o tipo soviético. A colocação da alça de mira do AK-47 foi movida ainda mais para trás, dando ao operador um raio de visão maior. Embora o desempenho durante os testes de campo tenha sido satisfatório, o Exército Popular Iugoslavo não adotou o M64 em grandes números.
Em 1970, o governo iugoslavo aprovou o M64 para produção em série como AP M70 (Automatska Puška Modelo 1970, "Fuzil Automático Modelo 1970"), com algumas alterações no projeto original. Para reduzir os custos de produção, o dispositivo de retenção do ferrolho do M64 foi removido. Em vez disso, a Zastava fabricou carregadores próprios para o M70 que cumpriam a mesma função. As placas dos carregadores tinham bordas traseiras planas que seguravam o ferrolho após o último tiro ser disparado. Um derivado do M70 com uma coronha dobrável também foi produzido, sob a designação M70A. O M70 se tornou uma arma de infantaria padrão no Exército Popular Iugoslavo naquele ano.
Pouco depois, a Zastava parou de rosquear os canos dos M70s em seus receptáculos e adotou o método mais barato e fácil de pressionar e fixar os canos nos receptáculos. Os M70s produzidos com canos pressionados e fixados, junto com outras melhorias de detalhes, foram redesignados M70B, com a variante de coronha dobrável sendo redesignada M70 AB.
Em meados da década de 1970, a Zastava começou a fabricar o M70 com um receptáculo estampado em vez de fresado para reduzir os custos de produção. Ele era conhecido como M70B1. Derivados do M70B1 com coronhas dobráveis foram designados M70AB2. Tanto o M70B1 quanto o M70AB2 foram equipados com miras noturnas, que alternativamente utilizavam frascos de trítio ou eram marcados com tinta luminescente, que podiam ser levantados ou abaixados conforme necessário. Pequenos números de M70B1s e M70AB2s foram fabricados com suportes de montagem para mira óptica, estes foram designados M70B1N e M70AB2N, respectivamente.
A variante final do M70 a ser produzida foi o M70B2, que possuía um novo receptáculo estampado mais grosso e pesado do que aqueles encontrados em fuzis Kalashnikov com receptáculo estampado comparáveis, como o AKM. O M70B2 e a maioria dos modelos posteriores do M70AB2 também foram fabricados com munhões de cano mais resistentes, semelhantes aos da metralhadora leve RPK. Os fuzis agora possuíam protuberâncias distintas em ambos os lados de seus receptáculos dianteiros, necessárias para acomodar os munhões maiores do padrão RPK. A adição de munhões maiores e receptáculos mais grossos foi vista como uma medida necessária para fortalecer o projeto do fuzil e torná-lo mais adequado para o lançamento de granadas.

## Variantes

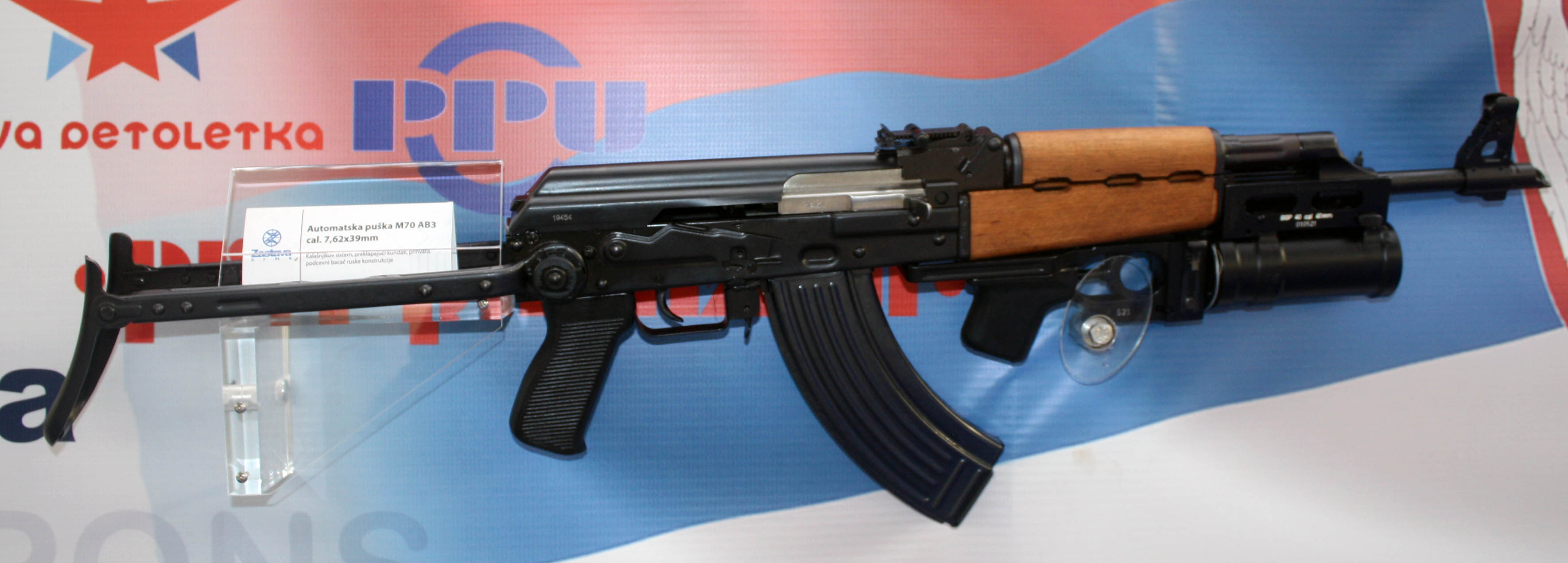
Um Zastava M70 AB3.

- M70 – receptáculo fresado, coronha fixa
- M70A – receptáculo fresado, coronha dobrável por baixo
- M70A1 – receptáculo fresado, coronha dobrável por baixo, montagem para mira noturna ou óptica
- M70B1 – receptáculo estampado, coronha fixa
- M70AB2 – receptáculo estampado, coronha dobrável por baixo
- M70B1N – receptáculo estampado, coronha fixa, montagem para mira noturna ou óptica
- M70AB2N – receptáculo estampado, coronha dobrável por baixo, montagem para mira noturna ou óptica
- M70AB3 – receptáculo estampado, coronha dobrável por baixo, mira para granada de bocal removida e substituída por um lança-granadas suspenso BGP de 40 mm
- M70B3 – receptáculo estampado, coronha fixa, mira para granada de bocal removida e substituída por um lança-granadas suspenso BGP de 40 mm
- M92 – carabina, a variante mais curta do M70AB2
- PAP M70 – variante semiautomática destinada ao mercado civil
- Tabuk - cópia iraquiana. Interior do cano e câmara não são cromados.[13]
- Tabuk carabina - variante iraquiana de carabina com coronha dobrada
- Tabuk fuzil de precisão – variante iraquiana de cano longo, receptáculo estampado e coronha fixa

## Operadores
- Angola[14]
- Bósnia e Herzegovina[15]

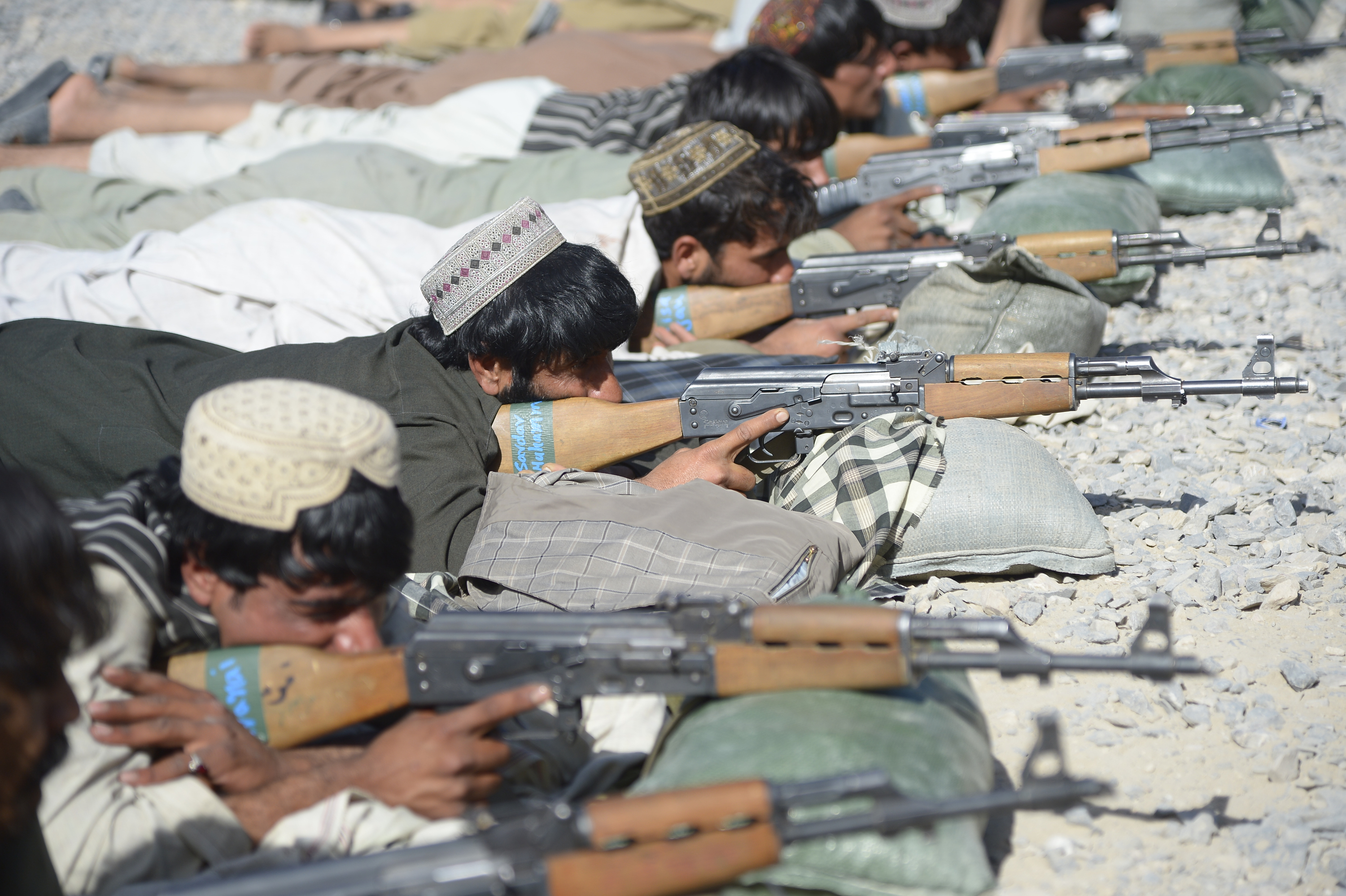
Recrutas da polícia afegã treinando com fuzis M70 em 2012.

- Burquina Fasso: Usado pelo contingente burquinense da Missão Multidimensional Integrada das Nações Unidas para Estabilização do Mali[16]
- Chipre[17]
- Irão: Alguns capturados no Iraque e reemitidos durante a Guerra Irã-Iraque.[5]
- Iraque[13][18]
- Jordânia[18]
- Líbano[18]
- Libéria[19]
- Líbia[20]
- Mali: 1.000 fuzis doados pela Croácia em 2013[21]
- Montenegro: Utilizado pela Unidade Especial de Polícia (PJP).[22]
- Macedônia do Norte[23]
- Palestina: Usado pela OLP[24] e posteriormente pela Autoridade Nacional Palestina.[25][26]
- Ruanda[27]
- Sérvia[28]
- Eslovênia[29]
- Sudão do Sul[30]
- Ucrânia: Doado pela Croácia em 2022.[2]
- Reino Unido: Adquiriu vários M70 para treinamento de soldados ucranianos.[31]
- Iêmen[30]

### Ex-operadores
- Croácia[2]
- República Islâmica do Afeganistão: Recebido como ajuda militar dos EUA.[32]
- UNITA[33]
- República Srpska[6]
- Iugoslávia: Passado para os estados sucessores.
- Zaire: Usado por mercenários sérvios da Legião Branca[34]